# علاجات اضطراب الكرب التالي للصدمة النفسية
اضطراب الكرب التالي للصدمة النفسية اضطراب يتسم بوجود الأفكار والذكريات الدخيلة أو الأحلام أو تذكر الحدث أو تجنب الأشخاص والأماكن والأنشطة التي تذكر الفرد بالحدث، أو المعتقدات السلبية المستمرة عن الذات والعالم، والتغيرات المستمرة في المزاج والمشاعر التي تشمل الغضب أو الشعور بالذنب أو الخوف، بالإضافة إلى التبدلات في مستوى الاستثارة مثل التهيج ونوبات الغضب وفرط اليقظة، أو مواجهة صعوبات في التركيز والنوم.
يعاني الكثير من المصابين باضطراب الكرب التالي للصدمة النفسية أيضًا من الشعور بالانفصال أو الاغتراب عن الأصدقاء والعائلة. وليس من غير الشائع أن يواجه هؤلاء أمراضًا نفسية أخرى مرافقة مثل اضطرابات القلق والاكتئاب واضطراب سوء استخدام المواد. يعد الكشف عن أي أمراض مصاحبة جزءًا مهمًا لتحقيق التقدم في المعالجة وإيجاد العلاج ملائم لكل فرد.
يحرض التعرض للصدمة استجابة الشدة والسبب في ذلك تعرُّض الفرد بشكل مباشر أو غير مباشر لنوع من الخطر المهدد للحياة، وهو ما يُسمى أيضًا التجربة الصادمة المحتملة. يمكن أن تشمل اضطرابات التجربة الصادمة المحتملة - على سبيل المثال لا الحصر - العنف الجنسي والإيذاء البدني ووفاة أحد أفراد العائلة ومشاهدة شخص مصاب والتعرض لكارثة طبيعية والوقوع ضحية لجريمة خطيرة والتعرض لحادث سير والقتال والعنف بين الأشخاص. قد تنتج التجربة الصادمة المحتملة عن السماع بأن شخصًا ما تعرّض لحدث صادم أو مشاهدة الحدث. أي ليس من الضروري أن يتعرض الفرد للحدث ليصاب باضطراب الكرب التالي للصدمة النفسية. تُصنف اضطرابات الصدمة المحتملة على هذا النحو لأن تعرض الشخص لحدث صادم لا يعني بالضرورة إصابته باضطراب الكرب التالي للصدمة. ومع ذلك، تشير التقديرات إلى أن اضطراب الكرب التالي للصدمة النفسية يتطور لدى نحو 4% من الأفراد الذين يعانون من نوع من التجارب الصادمة. يختلف انتشار اضطراب الكرب التالي للشدة النفسية بسبب الفروق الفردية كالخصائص السكانية والتعرض السابق للصدمة ونوع الصدمة والخدمة العسكرية في السابق وغيرها من الاختلافات الشخصية. سيعاني ما يقرب من 8% من البالغين في الولايات المتحدة من اضطراب الكرب التالي للصدمة النفسية في مرحلة ما من حياتهم. يمكن أن تكون استجابات الشدة التي يبديها الفرد ذات فائدة تكيفية في وقت الحدث الصادم، ولكن بقاء هذه الاستجابات البيولوجية يمكن أن يؤدي بمرور الوقت إلى أعراض تعوق الأداء اليومي ونوعية الحياة العامة. وهو ما يحدث عندما يتطور التعرض للصدمة إلى اضطراب الكرب التالي للصدمة النفسية.
يُعالج اضطراب الكرب التالي للشدة النفسية باستخدام أنواع مختلفة من العلاج النفسي والعلاج الدوائي و/أو التداخلات البيولوجية. يختلف الأفراد كثيرًا من ناحية الاستجابة للعلاجات والأدوية المختلفة. ونظرًا إلى أن الأعراض مختلفة بين الأشخاص، سيحتاج كل فرد إلى علاج يستهدف نواحٍ مختلفة، وبالتالي تكون النتائج مختلفة. يحتاج البعض إلى تجربة مجموعات متنوعة من العلاجات قبل العثور على العلاج الملائم. وبغض النظر عن نوع العلاج الذي يختاره شخص ما، من المهم طلب الاستشارة من متخصص مؤهل لديه خبرة في علاج اضطراب الكرب التالي للصدمة النفسية، ويمكنه مساعدة المريض خلال رحلة التعافي. توصي الرابطة الأمريكية للقلق والاكتئاب أي شخص يعاني من أعراض تستمر لمدة أطول من بضعة أسابيع وتتداخل مع الأداء اليومي بطلب المساعدة المتخصصة.

## التداخلات البيولوجية
العلاج البيولوجي، المُسمى أيضًا العلاج الطبي الحيوي أو التداخلات البيولوجية هو أي شكل من أشكال معالجات الاضطرابات النفسية التي تحاول التأثير على الوظائف الفيزيولوجية، ويشمل ذلك العلاجات الدوائية والعلاج بالتخليج الكهربائي والجراحة النفسية.

### الأدوية
يُوظّف العلاج الدوائي نفسي المفعول في علاج الاضطرابات النفسية وهو الخط الثاني في علاج اضطراب الكرب التالي للصدمة النفسية. الخط الثاني في العلاج هو العلاج الذي يستخدم بعد توقف الاستجابة للعلاج الأولي أو فشل علاج الحالة. الدواءان الوحيدان المستخدمان لاضطراب الكرب التالي للشدة النفسية بتصريح من إدارة الغذاء والدواء الأمريكية هما سيرترالين (زولوفت) وباروكسيتين (باكسيل)، وهما مضادان للاكتئاب من فئة مثبطات عود التقاط السيروتونين الانتقائية، على الرغم من أن إرشادات الممارسة السريرية للجمعية الأمريكية لعلم النفس توصي أيضًا بفلوكسيتين وفينلافاكسين.

#### مضادات الاكتئاب
تستخدم مضادات الاكتئاب على نطاق واسع في علاج اضطراب الكرب التالي للصدمة النفسية. الأنواع الأكثر استخدامًا هي مثبطات عود التقاط السيروتونين الانتقائية ومثبطات عود التقاط السيروتونين والنورأدرينالين. يوصى باستخدام هاتين الفئتين باعتبارهما الخيار الأول للأشخاص الذين يعانون من اضطراب الكرب التالي للشدة النفسية من قبل وزارة شؤون المحاربين القدامى والجمعية الأمريكية لعلم النفس. ووفقًا لإرشادات الممارسة السريرية الصادرة عن الجمعية الأمريكية لعلم النفس، «أثبتت مثبطات عود التقاط السيروتونين فعاليتها في علاج أعراض اضطراب الكرب التالي للشدة النفسية والمشاكل الوظيفية ذات الصلة». ومع ذلك، تشير التقديرات إلى أن نحو 40-60% من المرضى الذين يعانون من اضطراب الكرب التالي للشدة النفسية لا يستجيبون للمعالجة بمثبطات عود التقاط السيروتونين الانتقائية.
يتناول الكثير من الأشخاص المصابين باضطراب الكرب التالي للشدة النفسية مضادات الاكتئاب والمهدئات للمساعدة في التغلب على اضطرابات النوم ونوبات الهلع والاكتئاب ونوبات القلق. توجد أدلة على أن مضادات الاكتئاب والمهدئات، مثل مضادات الاكتئاب ثلاثية الحلقات ومثبطات عود التقاط السيروتونين الانتقائية ومثبطات الأوكسيداز أحادي الأمين أثبتت فعاليتها في تجارب أكبر وأطول أمدًا. تُستخدم ثلاثيات الحلقة عادة بصفتها أدوية مضادة للاكتئاب، ومن مضادات الاكتئاب ثلاثية الحلقة الشائعة: أميتريبتيلين وأموكسابين ودوكسيبين، وتنتمي جميعها إلى الخط الثاني في العلاج مع مثبطات عود التقاط السيروتونين الانتقائية. عادة ما تستخدم مثبطات عود التقاط السيروتونين الانتقائية بصفتها مضادات اكتئاب في علاج الاضطراب الاكتئابي الكبير واضطرابات القلق والحالات النفسية الأخرى. فعالية مثبطات عود التقاط السيروتونين الانتقائية في الحالات الخفيفة أو المعتدلة من الاكتئاب غير متفق عليها وقد تكون الآثار الجانبية طاغية على الفائدة، خاصة في مجموعات المراهقين. لا يوجد سوى اثنين من مثبطات عود التقاط السيروتونين المعتمدة من إدارة الغذاء والدواء لعلاج اضطراب الكرب التالي للصدمة النفسية، هما باروكستين وسيرترالين. هذان الدواءان ليسا فعالان بالكامل ولكن باروكستين أكثر فعالية من سيرترالين. تمنع مضادات الاكتئاب من فئة مثبطات الأوكسيداز أحادي الأمين عمل إنزيم يدعى الأوكسيداز أحادي الأمين. إنزيم الأوكسيداز أحادي الأمين مسؤول عن تحطيم الناقلات العصبية مثل الدوبامين والنورأدرينالين والسيروتونين في الدماغ. ووجد ارتباط بين المستويات المنخفضة من هذه الناقلات العصبية الثلاثة وظهور الاكتئاب والقلق. يعتقد العلماء أن هذه الأدوية تساعد على تخفيف أعراض الاكتئاب من خلال منع عمل هذه الإنزيمات. غالبًا ما تستخدم مضادات الاكتئاب من فئة مثبطات الأوكسيداز أحادي الأمين بصفتها الخيار الأخير والسبب التداخلات الدوائية الكثيرة الناتجة عن تناولها مقارنة بمضادات الاكتئاب المعيارية وإمكانية تداخلها أيضًا مع أنواع معينة من الطعام مثل الجبن القديم واللحوم المعالجة. وتميل إلى إحداث آثار جانبية أكثر من مضادات الاكتئاب المعيارية وقد تسبب ظهور أعراض الانسحاب عند إيقافها.